# Depunere chimică în fază de vapori
Depunere chimică în fază de vapori (simbolizat CVD, din engleză Chemical vapor deposition) este o metodă de depunere utilizată pentru producerea unor materiale solide de calitate înaltă, realizată de obicei sub vid. Metoda este adesea utilizată în industria semiconductorilor pentru producerea de filme subțiri.
Într-o metodă CVD obișnuită, plăcuța substrat este expusă unuia sau mai multor precursori volatili, care au rolul de a reacționa și a se depune pe suprafața substratului sub forma produsului dorit. De obicei se formează și produși secundari volatili, iar aceștia trebuie eliminați din camera de reacție.